# Stipa maeviae
Stipa maeviae är en gräsart som beskrevs av Fidel Antonio Roig. Stipa maeviae ingår i släktet fjädergrässläktet, och familjen gräs. Inga underarter finns listade i Catalogue of Life.